# Get It On... Tonite
Get It On... Tonite è il quarto album in studio del cantante statunitense Montell Jordan, pubblicato il 9 novembre 1999.

## Tracce
1. Sidney Jordan (feat. Sidney Jordan) (Intro) – 0:12
2. Get It On Tonite – 4:36
3. Come Home – 3:36
4. Funk Flex (Interlude) – 0:12
5. What's It Feel Like? (Is It Good?) – 4:04
6. Everybody (Get Down) – 4:30
7. Can't Get Enough – 3:50
8. Why You Wanna Do That? (Ooh Girl) – 4:04
9. Maybe She Will – 3:36
10. Kevin Nash Interview (Skit) – 0:57
11. Time to Say Goodbye (feat. Tyler Parris) – 5:16
12. Let's Cuddle Up (feat. Lockdown) – 4:39
13. Do You? – 4:37
14. One Last Time (Break Up Sex) – 4:27
15. Last Night (Can We Move On?) – 4:37
16. The Interview (Skit) – 1:06
17. Once Upon a Time – 4:36
18. Against All Odds – 4:15
19. Habia Una Vez (Once Upon a Time) – 4:36

## Classifiche

### Classifiche settimanali
| Classifiche (1999-00) | Posizione massima |
| --------------------- | ----------------- |
| Germania              | 30                |
| Paesi Bassi           | 28                |
| Stati Uniti           | 32                |
| Svizzera              | 49                |

### Classifiche di fine anno
| Classifica (2000) | Posizione |
| ----------------- | --------- |
| Stati Uniti       | 177       |